# Indoniscus vandeli
Indoniscus vandeli är en kräftdjursart som beskrevs av Barnard1959. Indoniscus vandeli ingår i släktet Indoniscus och familjen Styloniscidae. Inga underarter finns listade i Catalogue of Life.